# Hypobathrum brevipes
Hypobathrum brevipes är en måreväxtart som beskrevs av Sijfert Hendrik Koorders och Theodoric Valeton. Hypobathrum brevipes ingår i släktet Hypobathrum och familjen måreväxter. Inga underarter finns listade i Catalogue of Life.